# Bactrocera chonglui
Bactrocera chonglui är en tvåvingeart som först beskrevs av Chao och Lin 1996.  Bactrocera chonglui ingår i släktet Bactrocera och familjen borrflugor. Inga underarter finns listade.